# 溫斯霍滕

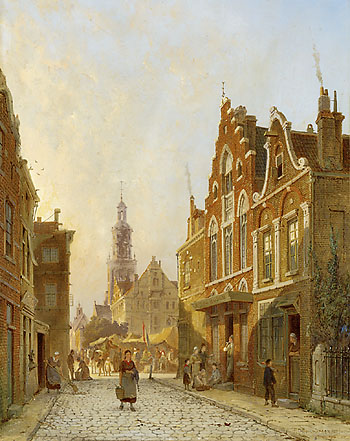

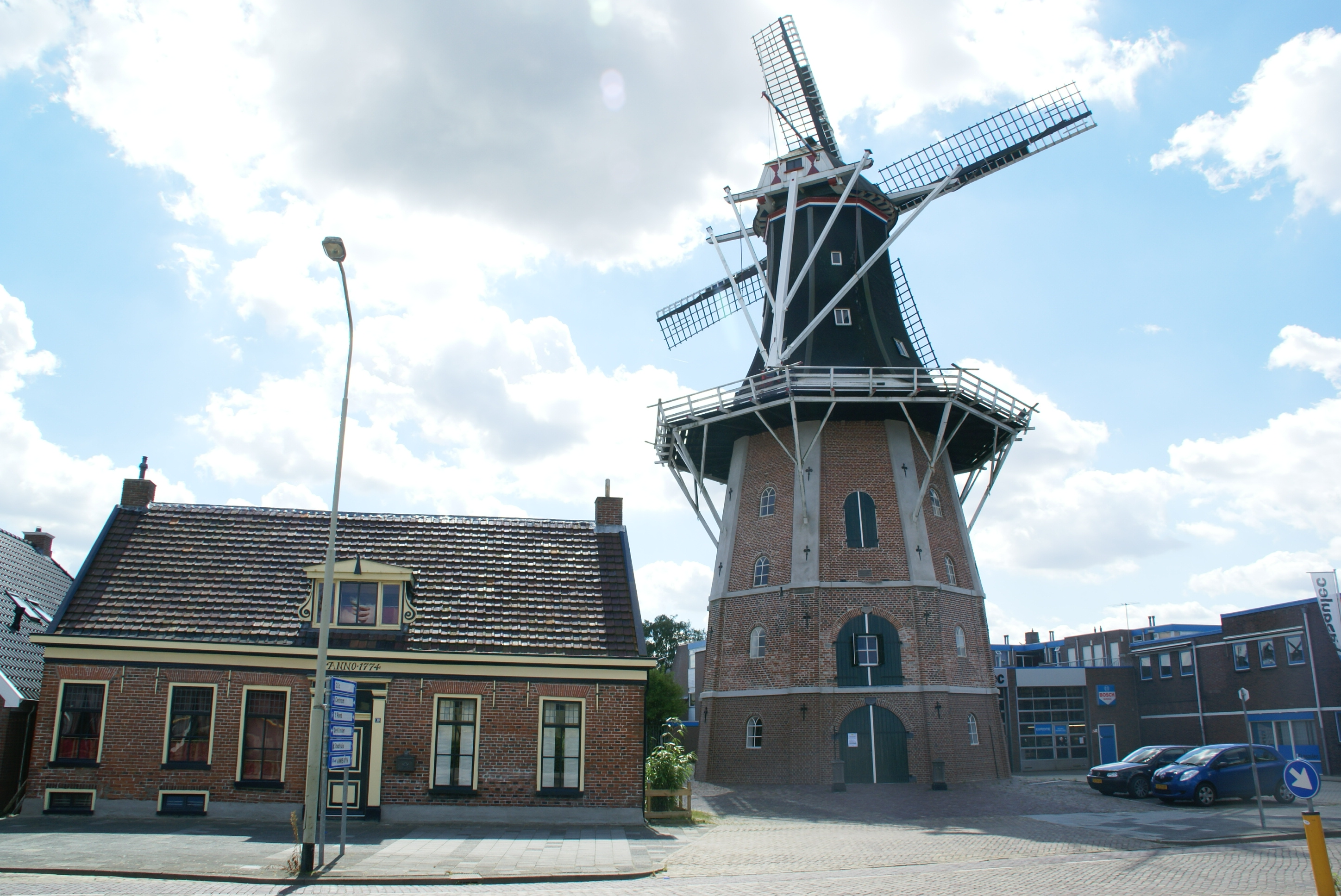

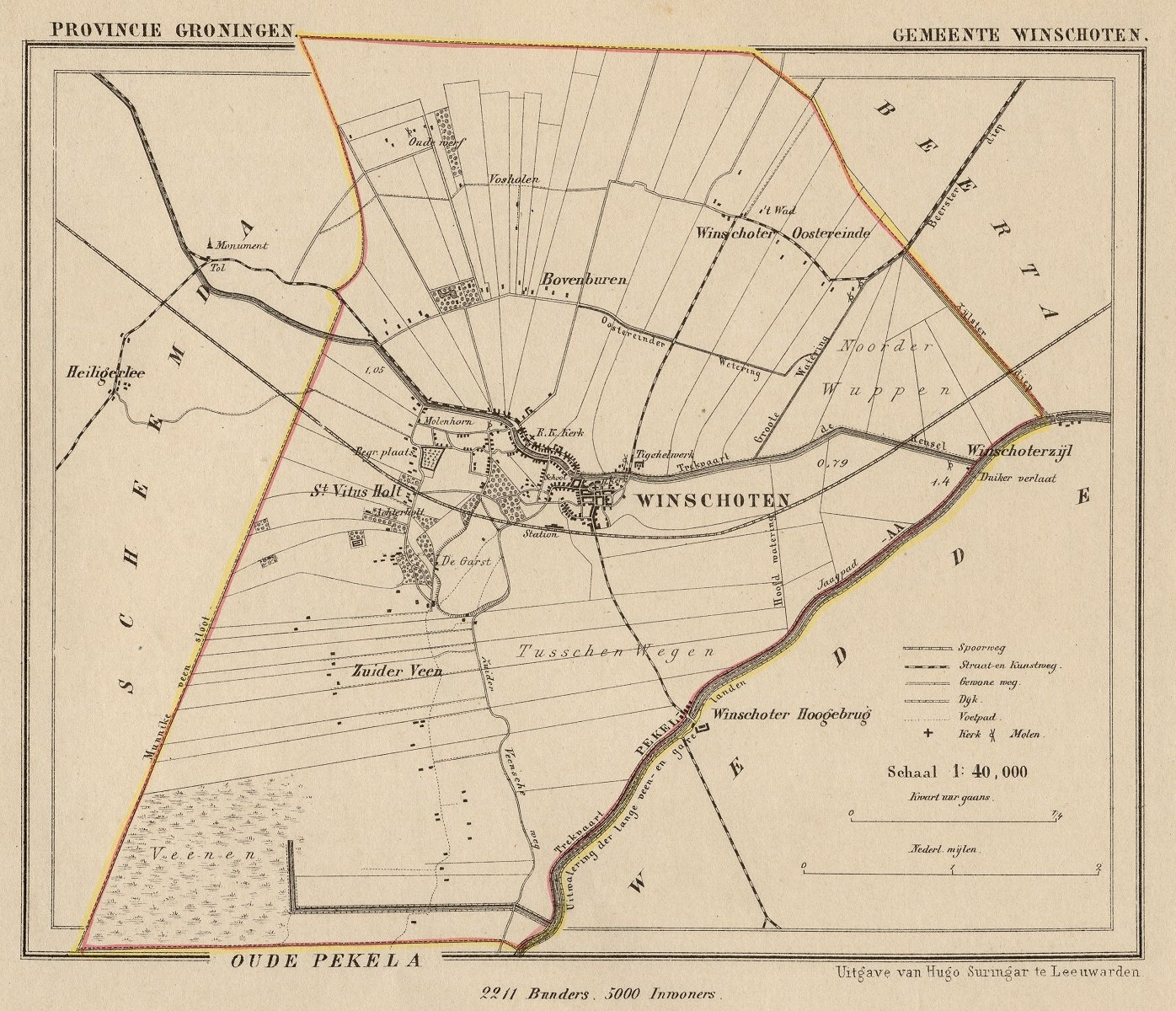

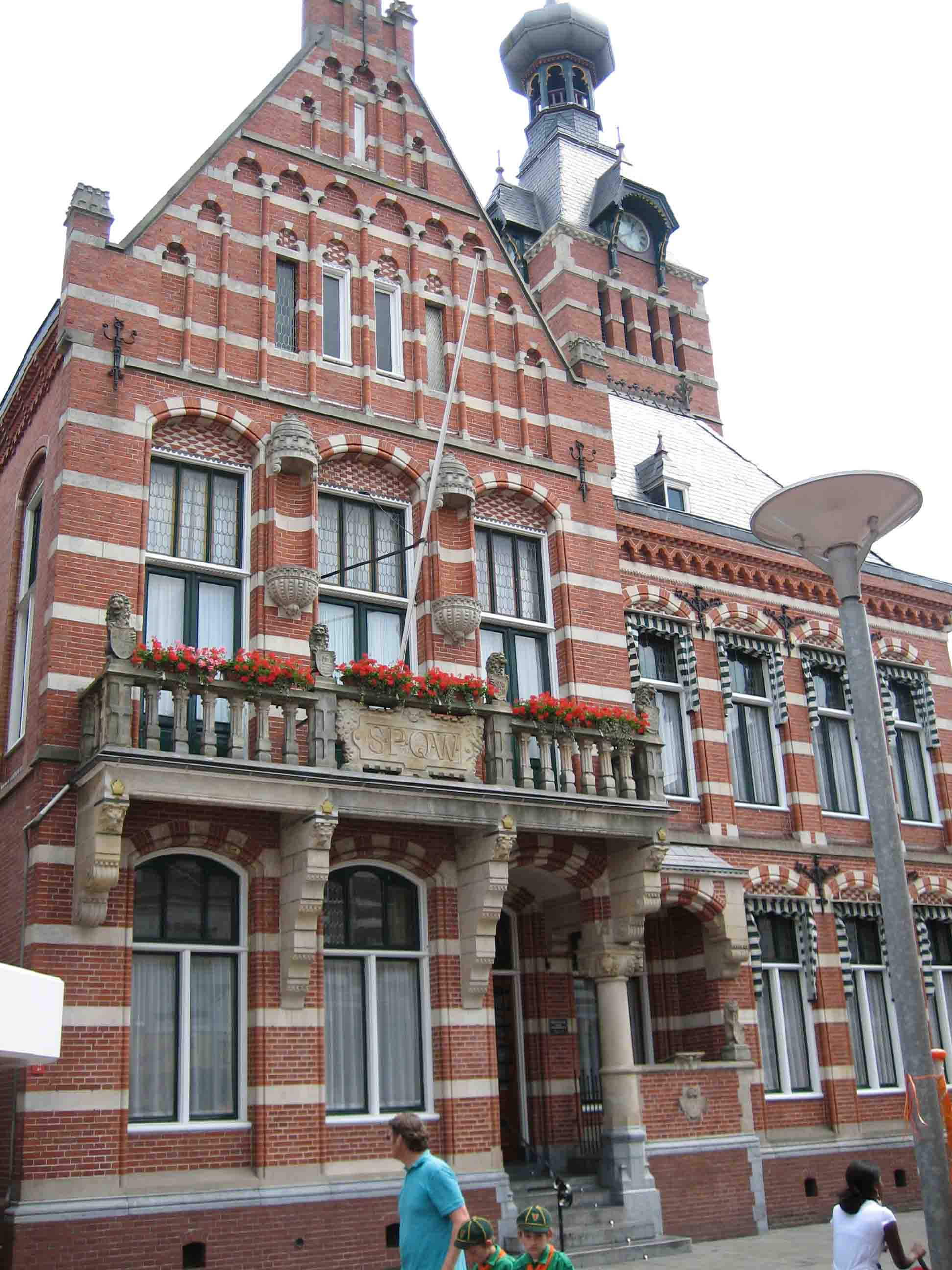

溫斯霍滕（荷蘭語：Winschoten）是荷蘭的城市和旧市镇，位於該國東北部，距離首府格羅寧根20公里，由格羅寧根省負責管轄，面積22.24平方公里，2007年人口18,518，人口密度為每平方公里855人。
2010年，溫斯霍滕和赖德兰（Reiderland）与斯海姆达（Scheemda）合并为新市镇“奥尔丹布特”。

## 友好城市
- 波蘭 普翁斯克[1]

## 外部連結
- Official Site Gemeente Oldambt

53°09′N 7°02′E / 53.150°N 7.033°E
1. ↑  . UM w Płońsku.   [2025-06-25]. （原始内容存档于2025-04-24）.